# Gartenhalle (Bad Wildbad)

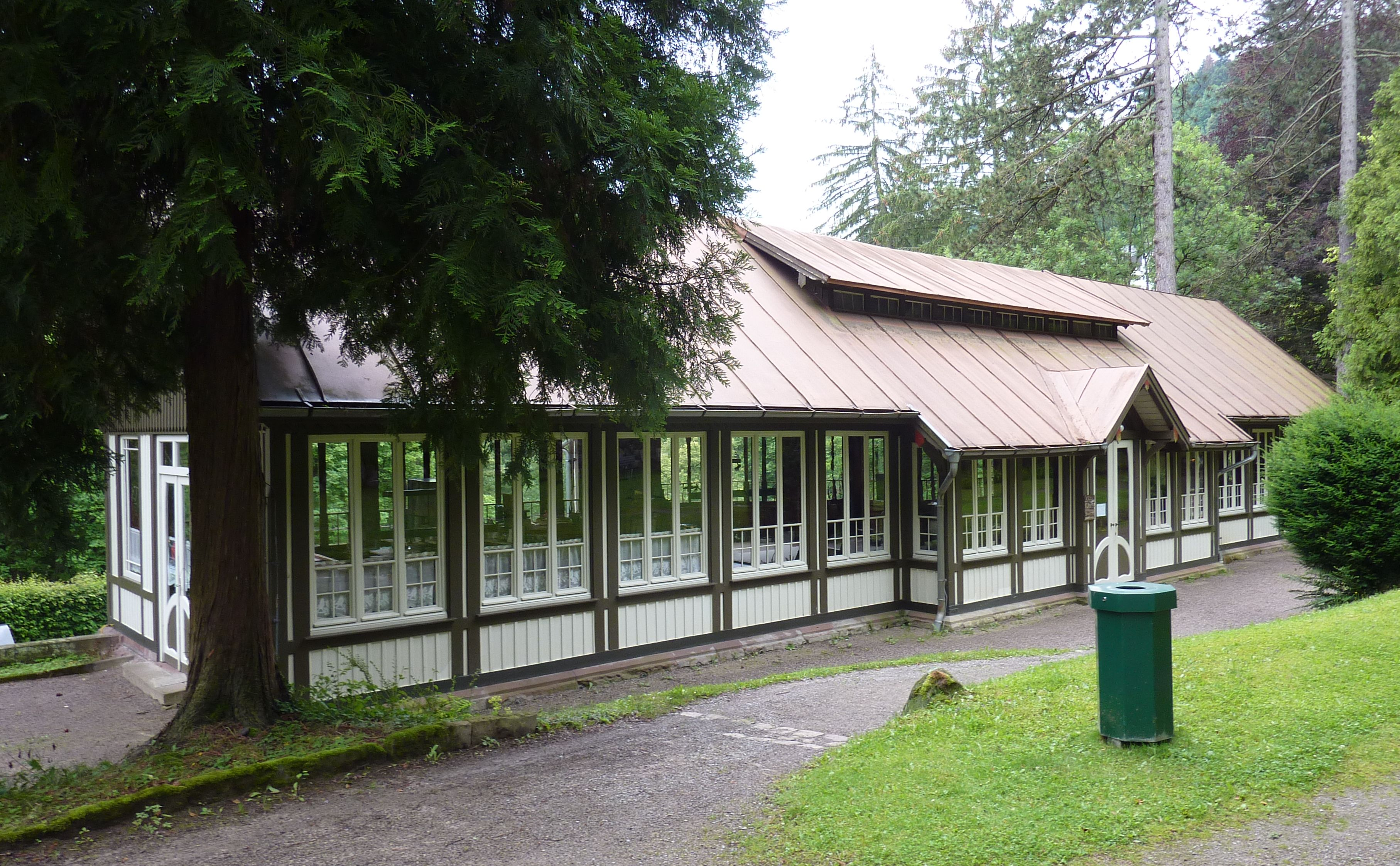
Gartenhalle in Bad Wildbad

Die Gartenhalle im Kurpark in Bad Wildbad, auch als Vogelhaus bezeichnet, ist ein historisches Bauwerk.

## Geschichte
Die 40 Meter lange verglaste Jugendstilhalle wurde im Jahr 1900 am Hang über der Enz als Lesehalle errichtet. In unmittelbarer Nähe befindet sich das Rosarium. Seit 1987 wird sie als Töpferei genutzt. Im Zuge des Tages des offenen Denkmals 2012 war sie zu besichtigen.

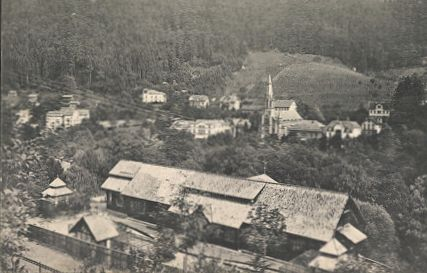
Blick auf die Halle und die Kernerstraße, 1903
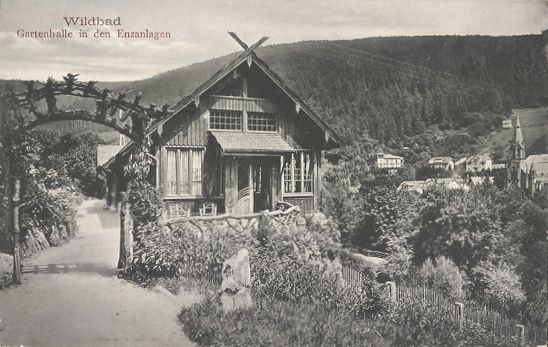
Südseite, 1904
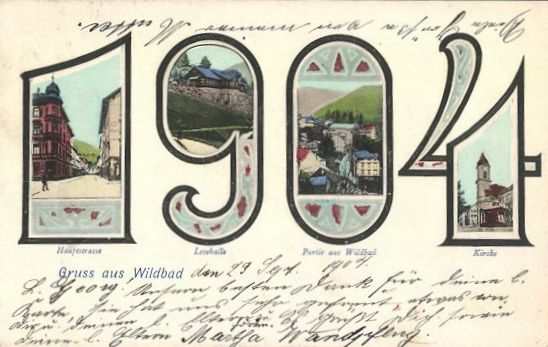
Grußkarte mit Blick vom Tal, 1904